# 孫正 (賽車手)
孫正（1992年—），男，中國賽車手。目前參加三級方程式賽事。他是2013年英國三級方程式錦標賽國家組級別冠軍。

## 賽車生涯
孫正出生于北京，自言是在遊樂場建立對賽車的激情。13歲開始參加內地巡迴賽事。

### 2013年英國三級方程式
2013年9月，孫正加入KRC的英國姊妹車隊CF Racing，出戰全季英國三級方程式錦標賽國家組級別賽事，並在有「綠色地獄」之稱的德國纽博格林赛道再添兩冠，以12戰6勝的佳績成為英國三級方程式歷史上首位獲得年度冠軍頭銜的中國車手。同年11月，孫正獲得澳門銀河贊助參加澳門格蘭披治大賽車。 結果孫正在漁翁彎打滑撞上輪胎牆，遺憾告別了自己的首次澳門F3大賽。

### 2014年
孫正透露，2014年他將繼續在歐洲征戰F3，同時他也能夠駕駛全新的F312賽車出戰。

## 家庭
孫正的爸爸從事建築，並曾以總工程師身份參與水立方建築項目。

## 外部連結
- 孫正官方微博（页面存档备份，存于）